# Cmentarz Radotínski (ul. Otínská)
Cmentarz Radotínski (czes. Radotínský hřbitov) – cmentarz położony w stolicy Czech w dzielnicy Praga 5 (Radotín) u zbiegu ulic Otínskiej i Na Výšince.

## Historia
Cmentarz powstał w 1984 jako miejsce pochówków urnowych na skraju Wielkiego Lasu Radotínskiego powyżej dzielnicy domów jednorodzinnych w starej części Radotína. Pochowana jest tutaj m.in. malarka i konserwatorka sztuki Milena Hofmeisterova. 